# ウェンズベリー

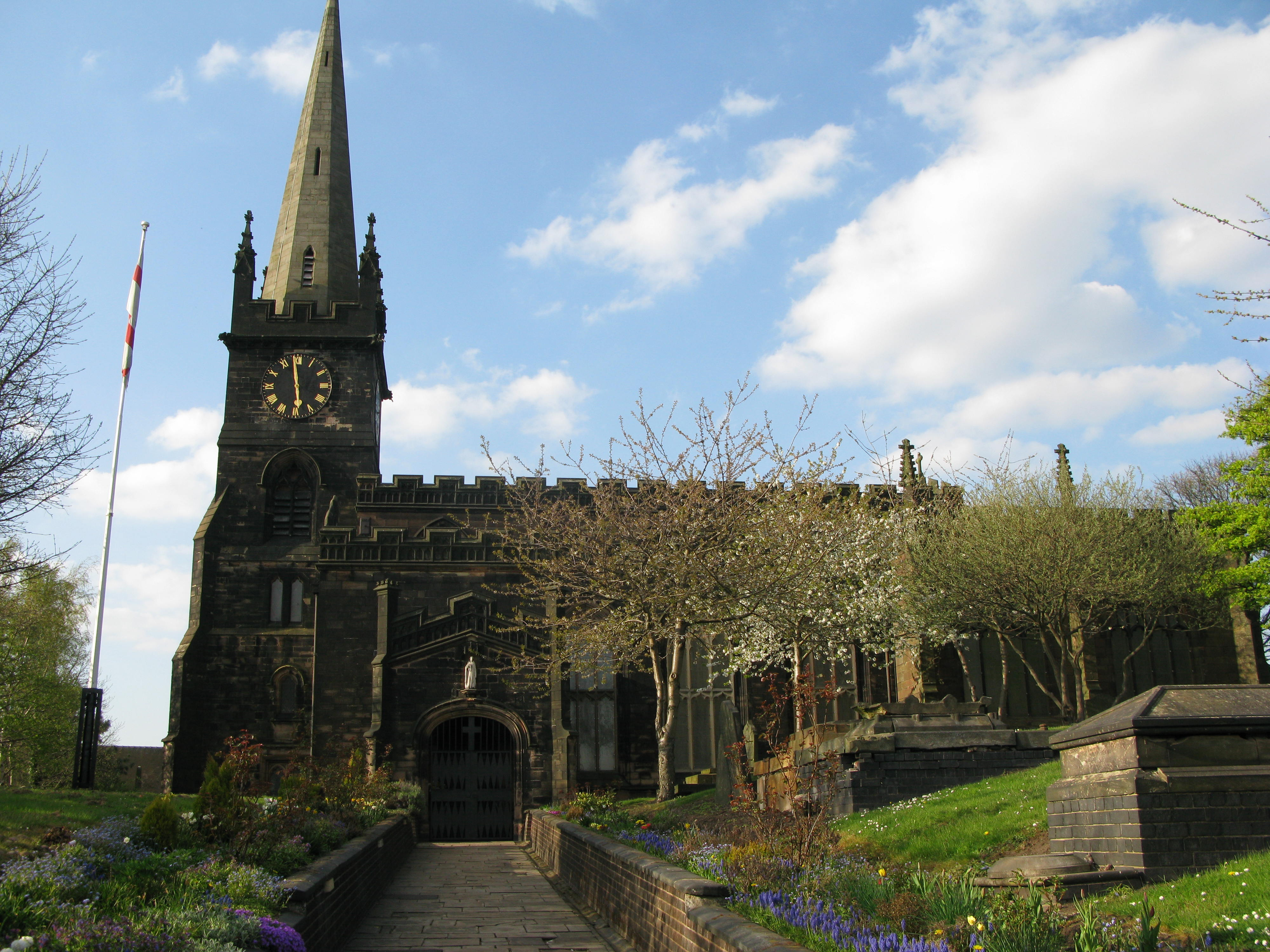
ウェンズベリーにある聖バーソロミュー教会

ウェンズベリー（英語: Wednesbury）は、テーム川の源流に近く、イングランドのウェスト・ミッドランズにあるサンドウェル大都市型自治区の一部を構成するブラック・カントリー地域のマーケットタウンである。歴史的にスタッフォードシャーの一部であり、2011年国勢調査では人口が37,817人であった。
ウェンズベリーという名は「ウォーダン（北欧神話の神オーディン）の砦」に由来する。